# Tunisia la Jocurile Olimpice de vară din 2012
Tunisia a participat la Jocurile Olimpice de vară din 2012 din Londra, Regatul Unit în perioada 27 iulie–12 august 2012, cu o delegație de 83 de sportivi care a concurat la 17 de sporturi. S-a clasat pe locul 45 în clasamentul pe medalii.

## Medaliați
| Medalie | Nume             | Sport    | Probă                    | Dată      |
| ------- | ---------------- | -------- | ------------------------ | --------- |
| 1       | Oussama Mellouli | Natație  | 10 km maraton            | 10 august |
| 2       | Habiba Ghribi    | Atletism | 3000 m feminin obstacole | 6 august  |
| 3       | Oussama Mellouli | Natație  | 1500 m stil liber        | 4 august  |